# Alksnynė

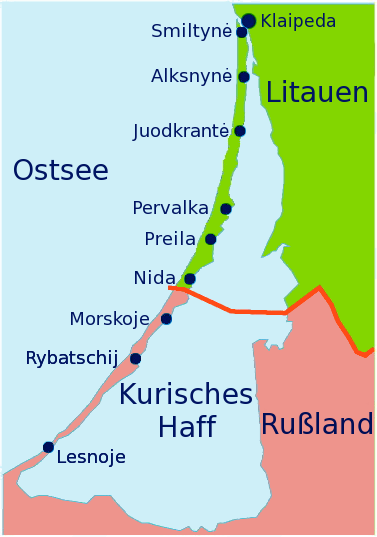
De plaatsen op de Koerse Schoorwal

Alksnynė  is een buurtschap op de Koerse Schoorwal, een landtong die gedeeltelijk tot Litouwen en gedeeltelijk tot Rusland behoort. Alksnynė ligt op het Litouwse deel en behoort, zoals alle Litouwse plaatsen op de landtong (op Smiltynė na), tot de gemeente Neringa. Het is de kleinste nederzetting op de landtong. Volgens een recente bron wonen er vier mensen, maar het is niet duidelijk op welk jaar dit cijfer betrekking heeft. De afstand van Alksnynė tot de veerhaven van Smiltynė, het dorpje ten noorden van Alksnynė, bedraagt 8 km; de afstand tot de noordpunt van de Koerse Schoorwal 10 km. Juodkrantė ligt 8 km ten zuiden van Alksnynė.
De Litouwse naam Alksnynė hangt samen met alksnynas, ‘elzenbos’. De buurtschap hoorde tot 1920 bij Pruisen, in de jaren 1920-1939 bij het Memelland, in de jaren 1939-1945 bij nazi-Duitsland en sinds 1945 bij Litouwen. De Duitse naam was tot 1907 Ellernhorst, daarna Erlenhorst.
Bij Alksnynė ligt de ingang van het Nationale Park Koerse Schoorwal (Litouws: Kuršių nerijos nacionalinis parkas). Bestuurders van motorrijtuigen moeten hier toegangsgeld betalen; wandelaars en fietsers mogen er gratis in.

## Geschiedenis
In 1898 werd op de plaats waar nu Alksnynė ligt een duinopzichter aangesteld, die toezicht moest houden op de staat van de duinen. Rond zijn huis ontstond een buurtschap, die overigens altijd klein gebleven is. In 1905 woonden er ook vier mensen. In de buurt van Alksnynė hadden zich al eerder enkele vissers gevestigd, maar hun huizen verdwenen rond 1830 door kustafslag in het water van het Koerse Haf.
Erlenhorst behoorde met Süderspitze, de noordpunt van de schoorwal, tot de gemeente Mellneraggen. Sandkrug (het huidige Smiltynė) hoorde er tot 1897 ook bij, maar werd in dat jaar bij de stad Memel (nu Klaipėda) gevoegd. De hoofdplaats van de gemeente lag op het vasteland tegenover de Süderspitze. Mellneraggen is sinds 1947 onder de naam Melnragė een stadsdeel van Klaipėda.
In 1947, na de Tweede Wereldoorlog, kwam Alksnynė, net als de rest van de Koerse Schoorwal, bij de gemeente Klaipėda. In 1961 werden Alksnynė, Juodkrantė, Pervalka, Preila en Nida samengevoegd tot de gemeente Neringa.
In mei 2006 vernielde een bosbrand bijna 250 hectare bos tussen Smiltynė en Alksnynė.
De stad Klaipėda heeft overigens een stadsdeel dat ook Alksnynė heet. De Duitse naam was Alxnen. Het stadsdeel bestaat voornamelijk uit Sovjetflats.

## Oorlogsmonument
Ten noorden van Alksnynė ligt een oorlogsmonument. Op deze plaats sneuvelden in januari 1945, toen het Rode Leger begon aan zijn opmars over de Koerse Schoorwal, zeven Russische militairen. Het monument, dat gebouwd is in 1967, bestaat uit een stuk steen van 30 ton zwaar, waarin een triest gezicht is uitgehouwen. De steen komt van de bodem van het Koerse Haf. Daarnaast staan een algemene gedenkplaat en gedenkplaten voor de zeven militairen afzonderlijk. De architect van het monument was Petras Šadauskas, de beeldhouwer Julius Vertulis.

## Foto's

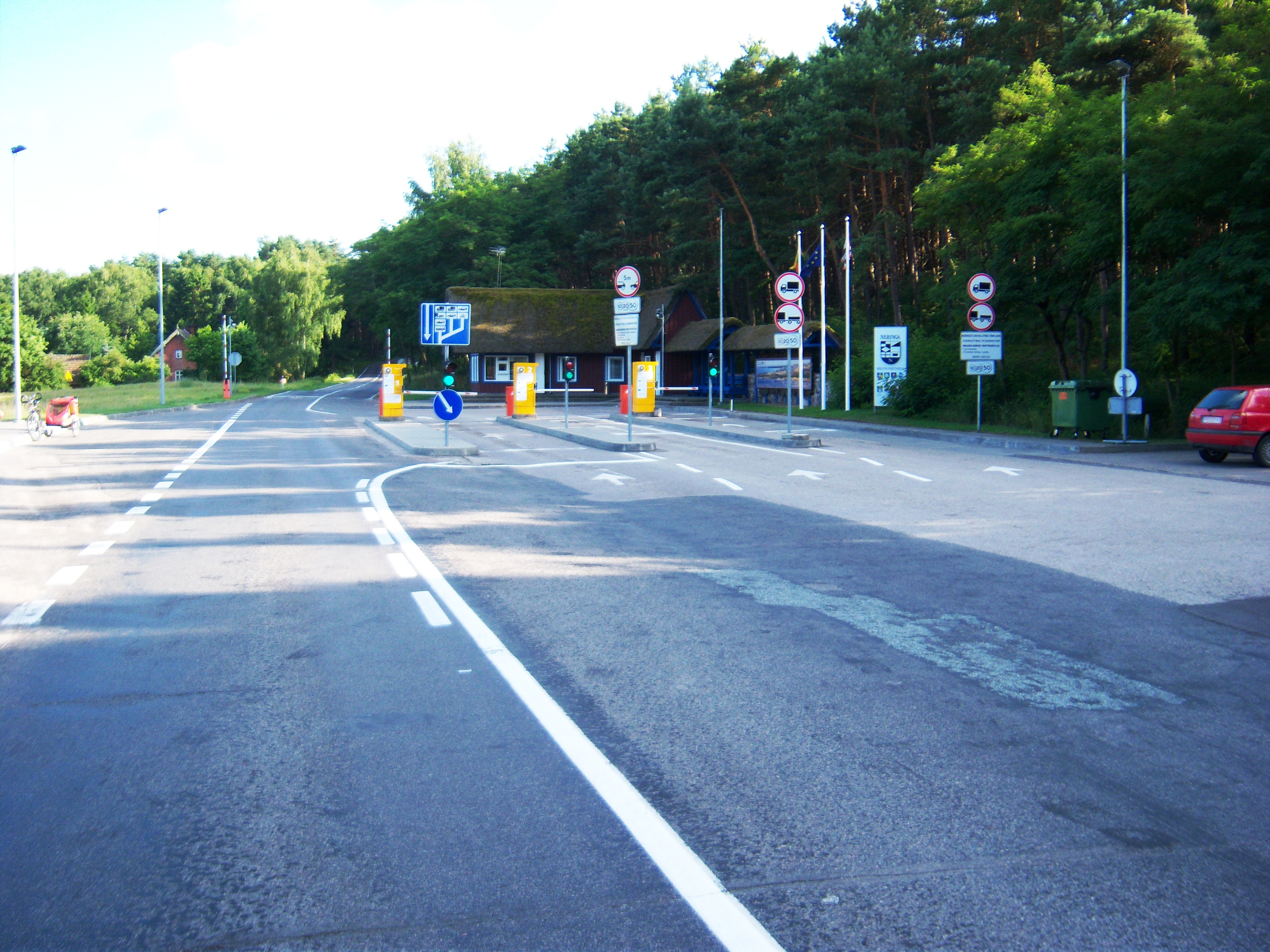
De ingang van het Nationale Park Koerse Schoorwal
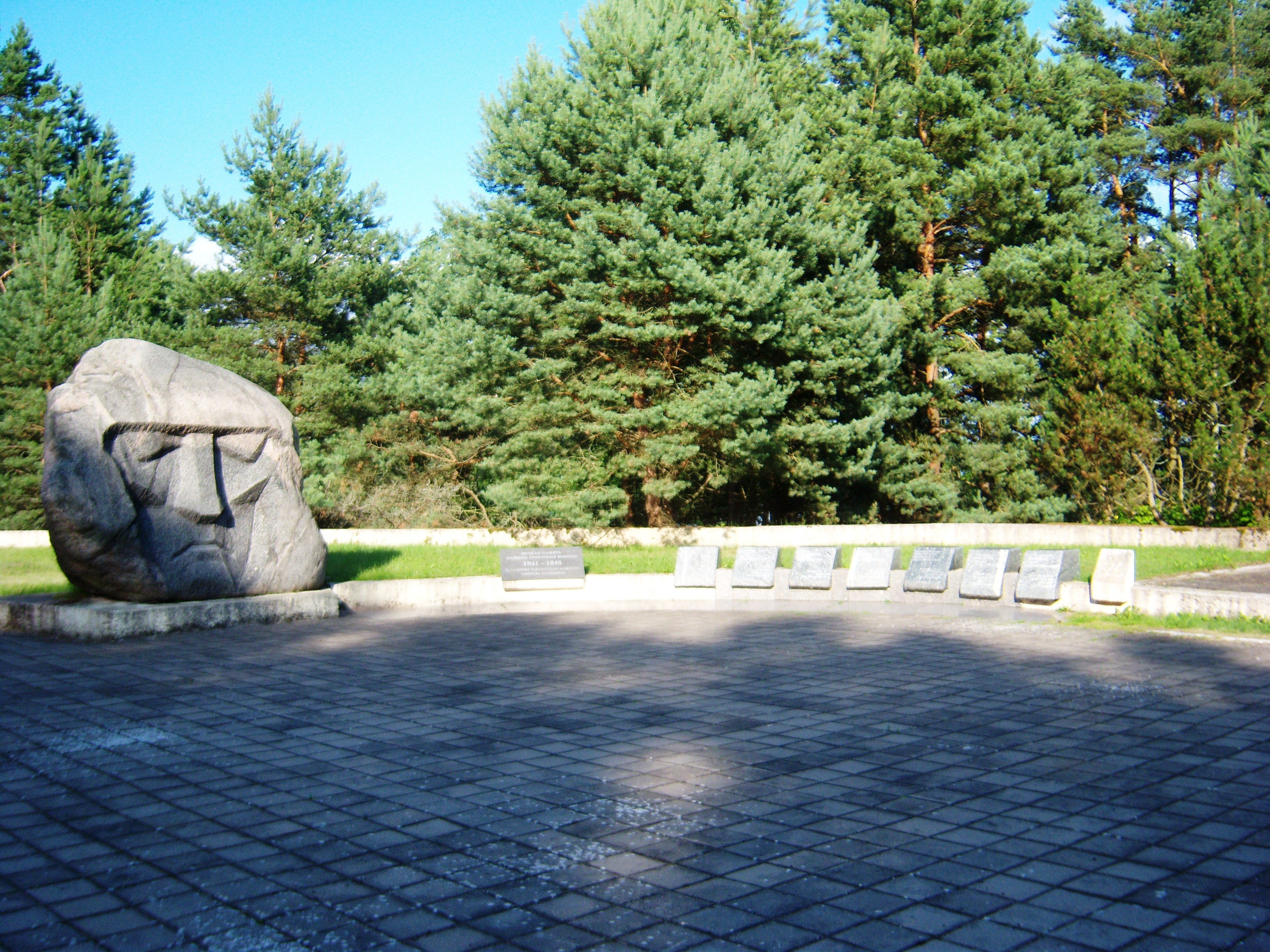
Het oorlogsmonument bij Alksnynė

Litouwse deel: Smiltynė · Alksnynė · Juodkrantė · Pervalka · Preila · Nida

Russische deel: Morskoje · Rybatsji · Lesnoj